# نيم لبشا
نيم لبشا (بالإنجليزية: Nim Lepcha)‏ هو لاعب كرة قدم هندي في مركز الوسط، ولد في 1 نوفمبر 1989 في Upper Dzongu Forest Block ‏ في الهند. لعب مع United Sikkim FC ‏.

## وصلات خارجية
- نيم لبشا على موقع Soccerway.com (الإنجليزية)